# Kelliella miliaris
Kelliella miliaris is een tweekleppigensoort uit de familie van de Kelliellidae. De wetenschappelijke naam van de soort is voor het eerst geldig gepubliceerd in 1844 door Philippi.